# Revolución química

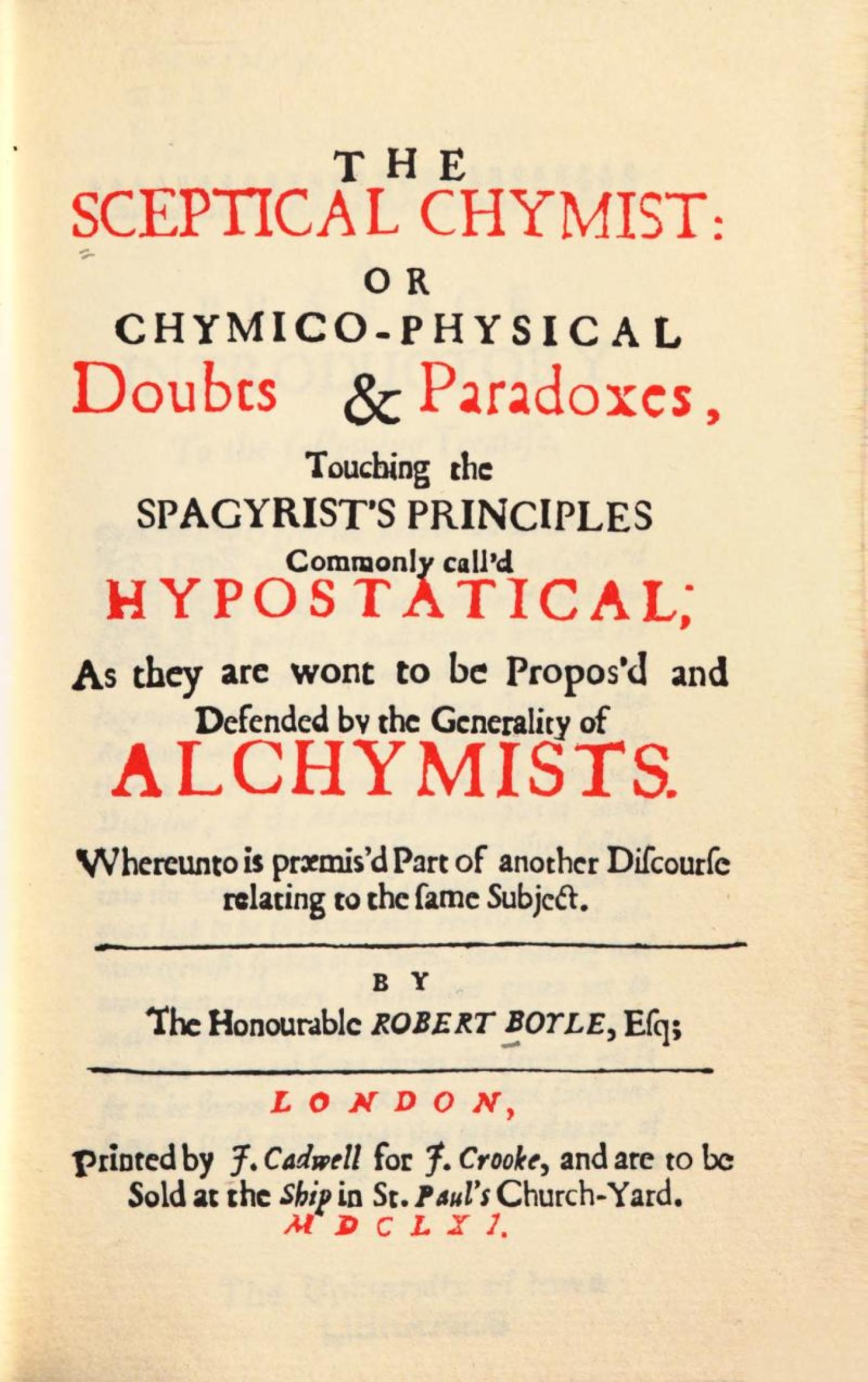
Portada de la primera edición de The Sceptical Chymist (1661).

La revolución química, también conocida como la primera revolución química, es la reformulación de la química basada en la ley de conservación de la materia y la teoría de combustión del oxígeno. Tiende a ser el cambio de comprensión y análisis de la química, basándose en la labor del químico francés Antoine Lavoisier (llamado"padre de la química moderna"). El 20 de febrero de 1773, Lavoisier escribió:" La importancia del fin que me impulsó a realizar todo este trabajo, me parecía destinado a provocar una revolución en química" . Lavoisier decía en su teoría de la ley de conservación de la materia que "la materia no se crea ni se destruye, solo se transforma".

## Antecedentes
Varios factores llevaron a esta revolución. Primero, surgieron varios métodos de análisis gravimétricos de análisis derivados de la alquimia y de nuevos instrumentos desarrollados en contextos médicos e industriales. Con ello, los químicos, refutaron las teorías de los antiguos griegos aceptadas hasta entonces. Por ejemplo los químicos comenzaron a aceptar que todas las estructuras se componían de más de cuatro elementos de acuerdo a la teoría griega y de los ocho elementos de los alquimistas medievales. 
El alquimista irlandés Robert Boyle sentó los principios de la revolución química debido al enfoque filosófico de la mecánica corpuscular.
Otro factor fue el descubrimiento del "aire fijo" (dióxido de carbono) por Joseph Black a mediados del siglo XVIII. Este descubrimiento fue particularmente importante porque probó experimentalmente que el aire no consistía solo de una sustancia y estableció que los gases son un factor experimental muy importante. Los experimentos que realizaron Henry Cavendish y Joseph Priestley  al final del siglo XVIII demostraron estos hechos. 
Lavoisier también tradujo la jerga arcaica y las técnicas de química en un lenguaje más accesible a las masas. Esto dio lugar a mayor interés público en el aprendizaje y la práctica de la química. Al describir la tarea de reinventar la nomenclatura química, Lavoisier dijo:

«Debemos limpiar la casa a fondo, porque han hecho uso de un lenguaje enigmático , que en general presenta un significado para los adeptos y otro sentido para el vulgo, y al mismo tiempo, no contiene algo inteligible para nadie.»

### Instrumentos de precisión
Una de las razones por la cual Lavoisier es conocido como el "padre de la química" es por iniciar la revolución química debido a su habilidad de incluir las matemáticas en la química, permitiendo que los métodos experimentales utilizados en este campo también se pudieran usar en otras "ciencias exactas". Lavoisier cambió el campo de la química manteniendo meticulosas mediciones en su investigación demostrando que durante una transformación química de las sustancias, la masa total de éstas se conserva. Lavoisier utilizó instrumentos barométricos y termométricos para realizar mediciones en sus experimentos y colaboró con Pierre Simon Laplace en la invención del calorímetro, un instrumento utilizado para medir los cambios de calor en una reacción química. Intentando desmantelar la teoría del flogisto para implementar su propia teoría acerca de la combustión utilizó un aparato diseñado por él, que consistía en una barra de hierro al rojo vivo, fabricada para que el agua pasara a través de ésta por medio de una canaleta neumática y el agua se separara, al final había un barómetro y un termómetro. La precisión en la medición fue un requerimiento para convencer a sus opositores de que el agua era un compuesto, no una sustancia.
A pesar de la precisión en la medición de su trabajo, Lavoisier encontró mucha oposición en sus teorías. Los defensores del flogisto como Joseph Priestley reclamaban que la demostración de los hechos solo eran aplicables para algunos fenómenos, y la interpretación de estos hechos no implicaba la exactitud de sus teorías, él señalaba que Lavoisier intentaba poner orden en los fenómenos observados y que era necesaria una segunda fuente de validez para dar una prueba definitiva de la composición de la agua y la inexistencia del flogisto.

## Antoine Lavoisier

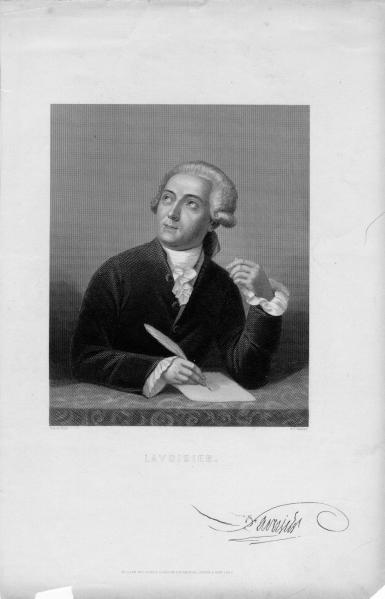
Impresión montada de Antoine Lavoisier, de las colecciones del Museo de la Universidad de Dundee.

La revolución comenzó con la publicación en 1789 del Traité Élémentaire de Chimie (Tratado elemental de Química). A partir de esta publicación y otras subsiguientes, Antoine Lavoisier explicó la composición del aire y el agua y acuñó el término oxígeno. También explicó la teoría de la combustión, y acabó con la teoría del flogisto, remplazándola por la teoría de la oxidación. Con su teoría del calórico da una interpretación de la dilatación térmica, los cambios de estado y la transferencia de calor. El Tratado incorpora nociones novedosas y describe los experimentos y el razonamiento que llevó a cada conclusión. En suma, el tratado de Lavoisier hizo por la química lo que Principia de Newton hizo por la física.
El trabajo de Lavoisier no fue aceptado inmediatamente y requirió varias décadas para que fuese aprobado La transición fue respaldada cuando en 1814, Jöns Jakob Berzelius, propuso una abreviatura simplificada (símbolo químico) para describir los compuestos químicos basados en la teoría atómica de Dalton de pesos atómicos relativos.

## Traité élémentaire de chimie
Lavoisier se basó en el enfoque sobre la investigación científica de  Bonnot de Condillac para demostrar que al inicio el ser humano crea una representación mental del mundo usando la evidencia reunida. En el prefacio del tratado elemental de química Lavoisier afirmaba que: 

«Hay una máxima aceptada universalmente en geometría, y de hecho en cada rama del conocimiento, la cuál es, en el proceso de investigación, debemos pasar de hechos conocidos a lo desconocido. ... De esta manera, desde una serie de sensaciones, observaciones y análisis, surge una serie sucesiva de ideas, tan unidas entre sí, que un observador atento puede rastrear hasta cierto punto el orden y la conexión de toda la suma del conocimiento humano».

 Lavoisier vincula claramente sus ideas con las de Bonnot de Condillac, buscando reformar el campo de la química. Su objetivo en el tratado elemental de química era asociar el campo con la experiencia directa y la observación, más que con la suposición. Su trabajo definió una nueva base y estableció una dirección para el curso futuro de la química.

## Método de nomenclatura química (Méthode de nomenclature chimique)
Lavoisier en colaboración con Louis Bernard Guyton de Morveau, Claude Louis Berthollet y Antoine François de Fourcroy, publicaron el Méthode de nomenclature chimique en 1787. Este trabajo determinó la terminología para la "nueva química" enfocado en condiciones estandarizadas, establecimiento de nuevos elementos y el trabajo experimental. "Méthode" describió 55 elementos que eran sustancias, de tal manera que no se podían dividir o descomponer en otras más simples. Desde la introducción de esta nueva terminología en el campo de la química, el trabajo de Lavoisier alentó a otros químicos a adoptar sus teorías y el uso de los términos, hasta la fecha este método de nomenclatura es utilizado y considerado como el lenguaje propio de la química.

## Otras lecturas
- John Cartwright, "Del flogisto al oxígeno", Fundación Canaria Orotava de Historia de la Ciencia, septiembre de 2000
- William B. Jensen, "Logic, History, and the Chemistry Textbook: III. One Chemical Revolution or Three?", Journal of Chemical Education, Vol. 75, No. 8, August 1998
- John G. McEvoy (2010). Historiography of the Chemical Revolution: Patterns of Interpretation in the History of Science. Pickering & Chatto. ISBN 978-1-84893-030-8. See also book review by Seymour Mauskopf in HYLE--International Journal for Philosophy of Chemistry, Vol. 17, No.1 (2011), pp. 41–46.